# Reinier (Fußballspieler)
Reinier (* 19. Januar 2002 in Brasília; bürgerlich Reinier Jesus Carvalho, auch Reinier Jesus genannt) ist ein brasilianischer Fußballspieler, der seit 2025 beim brasilianischen Erstligisten Atlético Mineiro unter Vertrag steht. Er spielt sowohl im Verein als auch in der U23 Brasiliens als „Zehner“.

## Karriere

### Verein

#### Anfänge in Brasilien
Reinier wuchs in einer Familie aus der Mittelschicht in Brasília auf. Sein Vorname leitet sich vom monegassischen Fürsten Rainier III. ab, da sich seine Mutter für Königshäuser interessierte. Er spielte ab dem Alter von neun Jahren Futsal in Rio de Janeiro beim CR Vasco da Gama, bei Botafogo FR und Fluminense Rio de Janeiro. Mit 12 wechselte Reinier zum Fußball und schloss sich Flamengo Rio de Janeiro an. Der Junge wurde von seinem Vater Mauro von Anfang an begleitet, während die Mutter in Brasília blieb. Mauro hatte selbst neben späteren Nationalspielern wie Tita in der Jugend Flamengos gespielt, bevor er sich dem Futsal zuwandte, und trainierte mit seinem Sohn auch abseits der Vereinsplätze. In der renommierten Jugendakademie des Vereins reifte der einstige defensive Mittelfeldspieler zu einem der vielversprechendsten und talentiertesten „Zehner“ des brasilianischen Fußballs.
Mit guten Leistungen in den Juniorenauswahlen im Verein und der Nationalmannschaft rückte der 17-jährige Reinier im Sommer 2019 in den Fokus diverser europäischer Spitzenvereine, auch ohne bis zu dieser Zeit ein einziges Pflichtspiel für Flamengo absolviert zu haben. Sein erstes Spiel für die erste Mannschaft bestritt er am 1. August 2019 im Achtelfinalrückspiel der Copa Libertadores gegen den CS Emelec. Sein Ligadebüt gab er drei Tage später bei der 0:3-Auswärtsniederlage gegen den EC Bahia. In seinem zweiten Einsatz am 7. September (18. Spieltag) beim 3:0-Auswärtssieg gegen den Avaí FC erzielte er seinen ersten Treffer. Am 9. November verlängerte der Offensivspieler seinen Kontrakt bei den Rubro-Negro bis zum 31. Oktober 2024. Zwei Wochen später gewann er mit seiner Mannschaft die Copa Libertadores. Zusätzlich fiel einen Tag später in der brasilianischen Meisterschaft die Vorentscheidung zu Gunsten von Flamengo und Reinier konnte mit seiner Mannschaft auch diesen Titel feiern. Das Spieljahr 2019 beendete Reinier mit sechs Toren in 14 Ligaspielen. Während seiner Zeit bei Flamengo traf der 17-Jährige auch auf die ehemaligen Bundesligaspieler Diego und Rafinha, die ihm von der Liga und dem europäischen Fußball erzählten.

#### Wechsel nach Europa
Am 20. Januar 2020 wechselte der nun volljährige Reinier nach Spanien zu Real Madrid. Er unterschrieb einen Vertrag mit einer Laufzeit bis zum 30. Juni 2026 und stieß im Februar nach dem olympischen Qualifikationsturnier zunächst zum Kader der zweiten Mannschaft. Reinier war nach Vinícius Júnior (2018 von Flamengo) und Rodrygo (2019 vom FC Santos) der dritte 18-jährige Brasilianer, den Real Madrid seit 2018 verpflichtete und zunächst in der zweiten Mannschaft spielen ließ. Reinier kam dreimal in der drittklassigen Segunda División B zum Einsatz und erzielte zwei Tore, ehe die Spielzeit im März aufgrund der COVID-19-Pandemie erst unter- und später abgebrochen wurde.
Zur Saison 2020/21 wechselte der Brasilianer für zwei Jahre auf Leihbasis in die Bundesliga zu Borussia Dortmund und folgte damit dem Vorbild von Achraf Hakimi, der zuvor für zwei Spielzeiten als Leihspieler Real Madrids beim BVB gespielt hatte.
Zur Sommervorbereitung 2022 kehrte Reinier zu Real Madrid zurück und stieg unter Carlo Ancelotti in das Mannschaftstraining ein. Im August 2022 wurde er jedoch bis zum Ende der Saison 2022/23 an den Ligakonkurrenten FC Girona verliehen. Im September 2023 folgte eine weitere Leihe nach Italien zu Frosinone Calcio. Auch im nächsten Jahr wurde er verliehen, ab August 2024 spielte er beim FC Granada.

#### Rückkehr nach Brasilien
Nach insgesamt vier Leihstationen und ohne einen Profieinsatz für Real Madrid bestritten zu  haben, kehrte Reinier im Sommer 2025 ein Jahr vor Vertragsende zurück in die brasilianische Série A, diesmal zu Atlético Mineiro.

### Nationalmannschaft
Reinier spielte von Oktober 2018 bis März 2019 für die brasilianische U17-Nationalmannschaft, deren Kapitän er war. Mit ihr nahm er im an der U17-Südamerikameisterschaft in Peru teil, bei der er mit der Mannschaft nach der Gruppenphase ausschied, in den vier Gruppenspielen aber drei Tore schoss und zwei weitere vorbereitete.
Anfang des Jahres 2020 war der Offensivspieler mit einem Treffer an der Qualifikation der U23 seines Heimatlandes für das olympische Fußballturnier im Sommer 2021 beteiligt; Brasilien verlor kein Spiel. Gemeinsam mit zwei weiteren Bundesligaspielern, Matheus Cunha und Paulinho, wurde Reinier von Trainer André Jardine in den olympischen Kader berufen. Im Turnier wurde er fünfmal eingewechselt und bereitete ein Tor vor. Nach einem Sieg in der Verlängerung gegen Spanien gewann Reinier mit dem Team die Goldmedaille; Brasilien konnte somit seinen Titel aus dem Jahr 2016 verteidigen.

## Spielweise
Der „Zehner“ gilt in seiner Heimat als „Spielmacher“ und „möglicher Nachfolger“ Kakás. Seine Stärken liegen in seinen technischen Fähigkeiten, einem guten Auge für die Mitspieler sowie einer „ausgeprägten Spielintelligenz“. Als fußballerisches Vorbild gibt der Brasilianer neben seinem Landsmann Kaká auch Zinedine Zidane, unter dem er mit den Profis von Real Madrid trainieren durfte, an. Er habe „bereits als Kind“ versucht, dessen „Spielstil und Tricksereien zu verinnerlichen“. Jorge Jesus, der Reinier wiederum bei Flamengo trainierte, schätzt seinen ehemaligen Spieler dagegen als „emotional sehr reif“ ein.
Reinier selbst sieht sich als „klassischen Strafraumspieler“, der anstatt der Flügel eher zentralere Positionen – „Hauptsache nah am oder im Sechzehner“ – bevorzugt.

## Erfolge
Flamengo Rio de Janeiro
- Copa Libertadores: 2019
- Brasilianischer Meister: 2019

Borussia Dortmund
- DFB-Pokalsieger: 2021

Nationalmannschaft
- Olympiasieger: 2021